# Coral Eugene Watts
Carl Eugene „Coral“ Watts (* 7. November 1953 in Fort Hood, Texas; † 21. September 2007 in Ionia, Michigan) war ein US-amerikanischer Serienmörder, der als „The Sunday Morning Slasher“ bekannt wurde. Zwischen 1974 und 1982 ermordete er mindestens 12 Frauen. In weiteren 14 Mordfällen ist er Hauptverdächtiger. Die Ermittler glauben, dass er für bis zu 72 weitere Morde verantwortlich sein könnte. Sein vorzeitiger Tod verhinderte weitere Anklagen und Prozesse, weshalb seine wahre Opferzahl nie festgestellt werden konnte.

## Leben
Watts wurde als erstes Kind des amerikanischen Soldaten Richard Watts und seiner Frau Dorothy Mae Young in Fort Hood, Texas, dem Stationierungsort seines Vaters, geboren. Als er zwei Jahre alt war, ließen sich seine Eltern scheiden, worauf seine Mutter mit ihm nach Inkster im Bundesstaat Michigan zog. Mit acht Jahren wäre er beinahe an Meningitis gestorben. Er hatte so hohes Fieber, dass Ärzte befürchteten, er könne Gehirnschäden davontragen. Danach war er nicht mehr derselbe. Mit 15 Jahren, als er als Zeitungsausträger tätig war, schlug er grundlos die 26-jährige Joan Gave in ihrem Haus nieder. Er wurde daraufhin verhaftet und vor Gericht gestellt. Weil er die Tat als Lappalie herunterspielte und keine Reue zeigte, wurde er zur psychiatrischen Untersuchung in die Lafayette Clinic in Detroit eingewiesen. Laut der psychiatrischen Untersuchung stellte er eine „Gefahr für die Gesellschaft“ dar, wurde jedoch trotzdem zu seinem 16. Geburtstag aus der Klinik entlassen. Er ging zurück auf die High School, wo er sich insbesondere sportlich betätigte. Er wurde ein sehr guter Football-Spieler und Boxer. Im Alter von 19 Jahren verließ er die erfolgreich absolvierte High School und ging auf das Lane College in Jacksonville im Bundesstaat Tennessee. Zwischenzeitlich arbeitete er als Mechaniker für eine Detroiter Autofirma und schrieb sich für die Western Michigan University in Kalamazoo ein. 

### Verbrechen und Verurteilungen
Am 25. Oktober 1974 überfiel er die 23-jährige Lenore Knizacky in ihrer Wohnung. Der Frau gelang es sich loszureißen und die Polizei zu alarmieren, die den Angreifer jedoch nicht mehr fassen konnte. Am 12. November desselben Jahres überfiel er eine weitere Frau in ihrer Wohnung, der jedoch die Flucht gelang. Als der Täter in sein Fahrzeug stieg und wegfuhr, notierte sie das Kennzeichen seines Wagens und informierte die Polizei. Im Dezember wurde Carl Watts verhaftet und bei einer Gegenüberstellung von den beiden Frauen eindeutig identifiziert. Während der Befragung gestand er, 15 weitere Angriffe auf Frauen begangen zu haben. Er wurde zur psychiatrischen Untersuchung in das Kalamazoo State Hospital eingewiesen, wo ihm Psychiater fehlende Reue, Rücksichtslosigkeit und Gefühlslosigkeit attestierten. Er wurde 1975 zu lediglich einem Jahr Haft verurteilt und kehrte im Sommer 1976 zu seiner Mutter zurück. Er fand eine Anstellung als Mechaniker, wurde Vater und heiratete 1979. Nach nur sechs Monaten verließ ihn seine Frau, da Watts gewalttätig wurde. Am Sonntag, dem 23. Mai 1982, wurde er verhaftet, nachdem er drei Frauen in ihren Wohnungen in Houston im Bundesstaat Texas niedergeschlagen und gefesselt hatte. Nachbarn hatten die Polizei alarmiert. Bis zum 7. Dezember 2004 konnten ihm acht Morde nachgewiesen werden, worauf er zu lebenslanger Haft ohne Aussicht auf Begnadigung verurteilt wurde. Er starb am 21. September 2007 an Prostatakrebs.